# 밀양군 갑
밀양군 갑은 대한민국의 옛 국회의원 선거구이다. 당시 경상남도 밀양군의 일부 지역을 관할했다.

## 역사
제헌 국회의원 선거를 앞두고 밀양군의 일부 지역을 관할하는 선거구로 신설되었다. 신설 당시 밀양군 밀양읍, 부북면, 상동면, 산외면, 산내면, 단장면을 관할했다.
제6대 국회의원 선거를 앞두고 밀양군 을 선거구와 통합되어 밀양군 단독 선거구를 이루게 됨에 따라 폐지되었다.

## 역대 국회의원
| 선거   | 정당 | 정당               | 의원   |
| ------ | ---- | ------------------ | ------ |
| 1948년 |      | 대한독립촉성국민회 | 이주형 |
| 1950년 |      | 대동청년단         | 최성용 |
| 1954년 |      | 자유당             | 김형덕 |
| 1958년 |      | 민주당             | 박창화 |
| 1960년 |      | 민주당             | 백남훈 |

## 역대 선거 결과

### 대한민국 제헌 국회의원 선거
|  | 36.91% |

|  | 29.35% |

|  | 19.54% |

|  | 14.18% |

### 대한민국 제2대 국회의원 선거
|  | 24.30% |

|  | 15.86% |

|  | 14.11% |

|  | 13.45% |

|  | 11.08% |

|  | 6.62% |

|  | 4.90% |

|  | 3.70% |

|  | 2.62% |

|  | 2.02% |

|  | 1.30% |

### 대한민국 제3대 국회의원 선거
|  | 46.12% |

|  | 33.59% |

|  | 13.66% |

|  | 6.61% |

|  | 0% |

|  | 0% |

### 대한민국 제4대 국회의원 선거
|  | 43.54% |

|  | 35.24% |

|  | 21.21% |

### 대한민국 제5대 국회의원 선거
|  | 31.27% |

|  | 29.99% |

|  | 8.95% |

|  | 8.24% |

|  | 7.02% |

|  | 6.31% |

|  | 4.26% |

|  | 3.92% |